# Silis superba
Silis superba es una especie de coleóptero de la familia Cantharidae. Este escarabajo es endémico de la República Dominicana, donde se ha encontrado en el parque nacional Sierra de Bahoruco entre los 1290 y los 1335 metros de altitud. Mide entre 5,5 y 5,8 mm de longitud. Es de color naranja y verde metálico con patas negras.